# John Perrin
John Gordon "Gord" Perrin (Creston, Canadá, 17 de agosto de 1989) é um voleibolista indoor canadense que atua como ponteiro.

## Carreira

### Clube
Iniciou a carreira no TRU WolfPack que representa a Universidade Thompson Rivers da Colúmbia Britânica em 2007, onde atuou com Kévin Tillie. Na temporada 2011-12 assinou seu primeiro contrato profissional com o Arkas Spor, com a qual conquistou dois título do campeonato turco. Para a temporada 2015-16 o canadense foi atuar na segunda divisão do campeonato italiano pelo Piacenza. Na temporada seguinte foi defender as cores do Asseco Resovia.
Em outubro de 2017 transferiu-se ao Beijing da China. No ano seguinte mudou-se para o voleibol russo para atuar pelo Belogorie Belgorod, conquistando com o novo clube, o título da Taça Challenge de 2018-19. Em 23 de abril de 2019 foi contratado pelo Sada Cruzeiro Vôlei para a temporada 2019-20. Com o clube mineiro o ponteiro conquistou um título do Campeonato Mineiro, um da Copa do Brasil e um título do Sul-Americano, além de ter sido vice-campeão da Supercopa e do Mundial de Clubes.
Em maio de 2020 o canandese voltou a atuar no voleibol russo após fechar contrato com o Ural Ufa. Na temporada seguinte, permaneceu no campeonato russo, porém defendendo as cores do Lokomotiv Novosibirsk. Ao término da temporada, o canadense foi contratado pelo Shahdab Yazd para disputar o Campeonato Asiático de Clubes de 2022, terminando a competição na terceira colocação.
Em 2022 voltou a atuar no voleibol italiano após ser anunciado como o novo reforço do Verona Volley para a temporada 2022-23.

### Seleção
Perrin foi vice-campeão do Campeonato NORCECA Sub-21 de 2008. Em 2010 participou de seu primeiro Campeonato Mundial com a seleção adulta canadense, ficando na 19ª colocação. No ano seguinte conquistou a medalha de bronze no Campeonato NORCECA. Em 2014, disputando seu segundo Campeonato Mundial, terminou na 7ª colocação, o melhor resultado da seleção canadense até então.
Em 2015, com a seleção nacional continuou a colecionar medalhas no contexto continental: um ouro na primeira edição da Copa dos Campões da NORCECA, o primeiro ouro da seleção canandense no Campeonato NORCECA e medalha de bronze nos Jogos Pan-Americanos de Toronto.
Perrin foi membro da seleção canadense em 2016, representando o seu país nos Jogos Olímpicos de Verão no Rio de Janeiro, que ficou em sexto lugar. No ano seguinte Gordon conquistou a medalha de bronze na Liga Mundial de 2016, a primeira medalha a nivel mundial da seleção canadense, marcando 13 pontos na final, derrotando a seleção norte-americano por 3 sets a 1.
Em 2021, em sua segunda participação olímpica, terminou na 8ª colocação, após derrota por 3 sets a 0 para o Comitê Olímpico Russo, nas quartas de finais dos Jogos Olímpicos de Tóquio.

## Títulos
Arkas Spor
- Campeonato Turco: 2012-13, 2014-15

Belogorie Belgorod
- Taça Challenge: 2018-19

Sada Cruzeiro Vôlei
- Campeonato Sul-Americano: 2020

- Copa do Brasil: 2020

- Campeonato Mineiro: 2019

Halkbank Ankara
- Campeonato Turco: 2023-24
- Copa da Turquia: 2023-24

Olympiacos Pireu
- Copa da Liga Grega: 2024-25
- Supercopa Grega: 2024
- Copa da Grécia: 2024-25

## Clubes
| Anos      | Clube                   |
| --------- | ----------------------- |
| 2011–2015 | Arkas Spor              |
| 2015–2016 | Piacenza                |
| 2016–2017 | Asseco Resovia Rzeszów  |
| 2017–2018 | Beijing BAIC Motor      |
| 2018–2019 | Belogorie Belgorod      |
| 2019–2020 | Sada Cruzeiro Vôlei     |
| 2020–2021 | Ural Ufa                |
| 2021–2022 | Lokomotiv Novosibirsk   |
| 2022–2022 | Shahdab Yazd            |
| 2022–2023 | Verona Volley           |
| 2023      | Lokomotiv Novosibirsk\| |
| 2023–2024 | Halkbank Ankara         |
| 2024–     | Olympiacos Pireu        |